# 光绪二十六年十二月二十六日谕
光绪二十六年十二月二十六日谕是清朝政府于1901年2月14日以光绪皇帝名义发布的皇帝诏书，作为关于义和团运动、八国联军、北京之战、国际使馆区之围等历史事件的官方表态，在1901年9月7日正式签署《辛丑条约》前，详细下令给朝廷与外国列强谈判的全权代表庆亲王奕劻和大学士李鸿章。政事大权在慈禧太后之手，该谕官方上以在她命令下实际被软禁的光绪帝名义签署并盖有他的玉玺。

## 背景
辛丑条约签订前，清廷已经以光绪帝名义发布了很多诏书，但所有这些政治决定都是慈禧太后所做。
- 五月初十日上谕：太后强调，“教民、拳民均为国家赤子，朝廷一视同仁。”
- 五月十九日上谕：当日共发布五道诏书。第一道：“著步兵统领，严饬各地面官兵（提督九門步軍巡捕五營統領），并著神机营、虎神营各派马部队伍，并添派武卫中军、弁兵会同弹压，加紧梭巡。过有持械喊杀之犯即拏获交提督衙门。”同日给提督九門步軍巡捕五營統領荣禄的第四道诏书也再次强调：“荣禄迅速派一支高效的武卫中军去北京使馆区保护所有外交建筑，不得有误。”
- 五月二十四日上谕：太后在诏书中要求东南各省总督的军事和金融帮助。同时她也命令总督们组成联军发起军事进攻对抗外国人。此诏被李鸿章和其他总督拒绝。
- 清朝《向各国宣战谕旨》：是清政府对十一个外国列强的官方宣战。但根据相蓝欣的说法，

|  | “官方宣战的方式是如此奇怪，它表明的只是一个不受欢迎人物的便笺的最强形式……实际上它是用来吓唬和阻止的。” 引自相蓝欣《义和团战争的起源：跨国研究》第xi页。 |

- 六月初八日上諭：此诏书下于宣战、朝廷军队被下令与外国人作战后一周，显示清廷是严肃保护使馆人员的，负责保护的主统领是荣禄。

## 梗概
该诏书始于1900年夏庆亲王和李鸿章被授予代理全权与外国外交官商谈停火与和约，指责义和团作乱使北京陷入混乱，同时光绪帝和慈禧太后“巡狩”避难于西部诸省。光绪帝（实为慈禧太后）命令奕劻和李鴻章两位代理人：“仍电饬该全权大臣将详细节目悉心酌核，量中华之物力，结与国之欢心。”必須竭忠盡智與列強切實相商，不得讓列強在賠償等問題上漫天要價，以盡可能少的“中華之物力”，來“結與國之歡心”。并称：“朝廷一切委曲难言之苦衷，不能不为尔天下臣民明谕之。”
该诏书称“拳匪构乱，开衅友邦，朕奉慈驾西巡，京师云扰”，故“朕与皇太后誓欲同殉社稷，上谢九庙之灵”，称朝廷已多次下诏令保护中国天主教徒，并禁止和消灭骚乱拳民，以免“既苦禁谕之俱穷，复愤存亡之莫保”，故不应指责朝廷支持义和团。
诏书随后将变乱全部归咎于义和团乱党：“而数万乱民，胆敢红巾露刃，充斥都城，焚掠教堂，围攻使馆。”
将领们被指责在处理与基督徒相关的争执时偏心，王公大臣们“平时嫉外洋之强，而不知自量，惑于妖妄，诧为神奇”，开始提供拳民粮食和武器，而皇帝明令捉拿拳匪领袖的命令却得不到回应。
诏书随后强调和约，指出：“念友邦之见谅，疾愚暴之无知，事后追思，惭愤交集”，尽管朝廷称对义和团乱党“既有法不及众之忧，浸成尾大不掉之势。兴言及此，流涕何追！”及强调“然当使馆被围之际，屡次谕令总理衙门大臣前往禁止攻击，并至各使馆会晤慰问”。
诏书还回答了重要的历史问题：为何在近两月的围攻中，外国人没有全部被杀？
设使火轰水灌，岂能一律保全？所以不致竟成巨祸者，实由朝廷极力维持，是以酒果冰瓜，联翩致送，无非朕仰体慈怀，惟我与国，应识此衷。